# Buona Sera
"Buona Sera", ook bekend onder de titel "Buona Sera, Signorina" (Italiaans voor: 'Goedenavond, mevrouw'), is een verder Engelstalig liefdesliedje dat geschreven werd door de Amerikaanse songwriters Carl Sigman (tekst) en Peter DeRose (melodie). Het is vooral bekend in de versie van de Amerikaanse zanger Louis Prima, die het in juli 1950 uitbracht op het album 'Buona sera (Good Night)', maar het lied kreeg pas bekendheid toen hij het in 1956 als single uitbracht.

## Achtergrond
"Buona Sera" gaat over een koppel dat op een avond de Italiaanse stad Napels verlaat. De man zegt dat hij de volgende ochtend een trouwring voor zijn vriendin zal kopen.
Het lied is opgenomen door meer dan 120 artiesten, waarvan de versie van Louis Prima uit 1956 de bekendste is. Die behaalde de eerste plaats in de voorlopers van de Nederlandse Single Top 100 en de Vlaamse en Waalse Ultratop 50. Ook in Noorwegen werd het een nummer 1-hit. In het Verenigd Koninkrijk kwam het in februari 1958 tot plaats 25 in de UK Singles Chart. In Vlaanderen was het tussen 1954 en 2014 de op twee na best verkochte single, na "Something About the Way You Look Tonight"/"Candle in the Wind 1997" van Elton John en "Let's Twist Again" van Chubby Checker.
"Buona Sera" is gecoverd door onder meer Bad Manners, Al Bano, Ralf Bendix, Acker Bilk, The Gaylords, Rocco Granata, Dean Martin, Billy Mo en Van Morrison. In Nederland bracht Toby Rix in 1958 een Nederlandstalige bewerking uit met de titel "Mooie Vera". Ook bracht André Hazes het in 1985 uit als medley met de oorspronkelijke B-kant "Oh Marie" als "Buona sera / Oh Marie".

## Hitnoteringen
Alle hitnoteringen zijn gehaald door de versie van Louis Prima.

### VoorloperSingle Top 100
| Hitnotering: februari 1958 t/m september 1958 | Hitnotering: februari 1958 t/m september 1958 | Hitnotering: februari 1958 t/m september 1958 | Hitnotering: februari 1958 t/m september 1958 | Hitnotering: februari 1958 t/m september 1958 | Hitnotering: februari 1958 t/m september 1958 | Hitnotering: februari 1958 t/m september 1958 | Hitnotering: februari 1958 t/m september 1958 | Hitnotering: februari 1958 t/m september 1958 | Hitnotering: februari 1958 t/m september 1958 |
| Maand                                         | 1                                             | 2                                             | 3                                             | 4                                             | 5                                             | 6                                             | 7                                             | 8                                             |                                               |
| --------------------------------------------- | --------------------------------------------- | --------------------------------------------- | --------------------------------------------- | --------------------------------------------- | --------------------------------------------- | --------------------------------------------- | --------------------------------------------- | --------------------------------------------- | --------------------------------------------- |
| Nummer                                        | 9                                             | 1                                             | 1                                             | 1                                             | 1                                             | 3                                             | 6                                             | 8                                             | uit                                           |

### NPO Radio 2 Top 2000
| Nummer met noteringen in de NPO Radio 2 Top 2000 | '99 | '00  | '01  | '02  | '03  | '04  | '05  | '06  | '07  | '08  |
| ------------------------------------------------ | --- | ---- | ---- | ---- | ---- | ---- | ---- | ---- | ---- | ---- |
| Buona Sera                                       | 936 | 1130 | 1625 | 1441 | 1356 | 1601 | 1727 | 1160 | 1719 | 1446 |

1. ↑  Een vetgedrukt getal geeft de hoogste notering aan.
2. ↑  Deze tabel is bijgewerkt tot en met de laatste editie (2024).